# Kirill Gocuk
Kirill Vadimovič Gocuk (in russo Кирилл Вадимович Гоцук?; Elec, 10 settembre 1992) è un calciatore russo, difensore del Serik.

## Caratteristiche tecniche
È un terzino sinistro.

## Carriera
Il 26 luglio 2021 debutta in Prem'er-Liga giocando con il Nižnij Novgorod l'incontro vinto 1-0 contro il Soči.

## Statistiche

### Presenze e reti nei club
Statistiche aggiornate al 14 agosto 2021.
| Stagione        | Squadra                | Campionato      | Campionato | Campionato | Coppe nazionali | Coppe nazionali | Coppe nazionali | Coppe continentali | Coppe continentali | Coppe continentali | Altre coppe | Altre coppe | Altre coppe | Totale | Totale |
| Stagione        | Squadra                | Comp            | Pres       | Reti       | Comp            | Pres            | Reti            | Comp               | Pres               | Reti               | Comp        | Pres        | Reti        | Pres   | Reti   |
| --------------- | ---------------------- | --------------- | ---------- | ---------- | --------------- | --------------- | --------------- | ------------------ | ------------------ | ------------------ | ----------- | ----------- | ----------- | ------ | ------ |
| 2012-2013       | Metallurg Lipeck       | 2D              | 25         | 2          | CR              | 1               | 0               |                    | -                  | -                  |             | -           | -           | 26     | 2      |
| 2013-2014       | Metallurg Lipeck       | 2D              | 20         | 1          | CR              | 2               | 1               |                    | -                  | -                  |             | -           | -           | 22     | 2      |
| 2014-2015       | Metallurg Lipeck       | 2D              | 26         | 3          | CR              | 3               | 0               |                    | -                  | -                  |             | -           | -           | 29     | 3      |
| 2015-2016       | Metallurg Lipeck       | 2D              | 22         | 1          | CR              | 2               | 0               |                    | -                  | -                  |             | -           | -           | 24     | 1      |
| 2016-2017       | Šinnik                 | 1D              | 35         | 2          | CR              | 2               | 0               |                    | -                  | -                  |             | -           | -           | 37     | 2      |
| 2017-gen. 2018  | Kryl'ja Sovetov Samara | 1D              | 18         | 0          | CR              | 2               | 0               |                    | -                  | -                  |             | -           | -           | 20     | 0      |
| gen.-giu. 2018  | Avangard Kursk         | 1D              | 11         | 1          | CR              | 3               | 0               |                    | -                  | -                  |             | -           | -           | 14     | 1      |
| 2018-2019       | Avangard Kursk         | 1D              | 34         | 2          | CR              | 2               | 1               |                    | -                  | -                  |             | -           | -           | 36     | 3      |
| 2019-gen. 2020  | Avangard Kursk         | 1D              | 22         | 2          | CR              | 1               | 0               |                    | -                  | -                  |             | -           | -           | 23     | 2      |
| gen.-giu. 2020  | Nižnij Novgorod        | 1D              | 2          | 0          | CR              | 0               | 0               |                    | -                  | -                  |             | -           | -           | 2      | 0      |
| 2020-2021       | Nižnij Novgorod        | 1D              | 40         | 5          | CR              | 2               | 0               |                    | -                  | -                  |             | -           | -           | 42     | 5      |
| 2021-2022       | Nižnij Novgorod        | PL              | 4          | 1          | CR              | 0               | 0               |                    | -                  | -                  |             | -           | -           | 4      | 1      |
| Totale carriera | Totale carriera        | Totale carriera | 258        | 20         |                 | 20              | 2               |                    | -                  | -                  |             | -           | -           | 278    | 22     |